# Кош-Єлга
Кош-Єлга́ (рос. Кош-Елга, башк. Ҡушйылға) — село у складі Біжбуляцького району Башкортостану, Росія. Адміністративний центр Кош-Єлгинської сільської ради.
Населення — 759 осіб (2010; 907 в 2002).
Національний склад:
- чуваші — 91 %